# Gerhard Rübel
Gerhard Rübel (* 26. April 1951 in Kaiserslautern) ist ein deutscher Ökonom und Professor für Volkswirtschaftstheorie.

## Leben
Gerhard Rübel studierte an der Universität Mannheim, wo er 1977 das Studium der Volkswirtschaftslehre mit dem Diplom abschloss. 1981 wurde er promoviert und 1988 habilitierte er sich. Nach Lehrstuhlvertretungen in Mannheim und Essen hatte er von 1991 bis 1992 einen Lehrstuhl in Mainz (Theoretische Volkswirtschaftslehre) inne, bevor er an die Universität Passau wechselte. Hier war er von 1992 bis 2003 Professor für Volkswirtschaftslehre, Geld und Außenwirtschaft. Seit 2003 ist er Professor für Volkswirtschaftstheorie, Internationale und Monetäre Ökonomik an der Universität Göttingen. Er ist Mitglied des Centrum für Europa-, Governance- und Entwicklungsforschung.
Rübel war Mitunterzeichner des eurokritischen Manifests Die währungspolitischen Beschlüsse von Maastricht: Eine Gefahr für Europa (1992) und des Hamburger Appells (2005).

## Schriften (Auswahl)
- Devisenmarktoperationen bei flexiblen Wechselkursen. Eine portfoliotheoretische Untersuchung. Verlag Weltarchiv, Hamburg 1982 (Dissertation, Universität Mannheim).
- Factors determining external debt: An intertemporal study. Springer, Berlin 1988.
- Grundlagen der monetären Außenwirtschaft. Oldenbourg, München 2002; 3. Auflage 2009.
- Grundlagen der realen Außenwirtschaft. Oldenbourg, München 2004; 2. Auflage 2008.
- Außenwirtschaft: Grundlagen der realen und monetären Theorie. Oldenbourg, München 2013.